# حسين أباد (غرمسار كرمان)
حسین أباد (بالفارسية: حسین‌آباد) هي قرية تقع في إيران في قسم مردهك الریفي. يقدر عدد سكانها بـ 425 نسمة .